# 비커스 굳기

비커스 경도

비커스 경도(Vickers hardness)는 다이아몬드로 된 피라미드형 압자를 사용한다. 물체를 눌러 물체에 생긴 움푹 들어간 면적과 여기에 가한 압력을 측정하여 표로서 경도를 구한다. 피라미드 꼭지각은 136, 사용 하중은 120kg이다. 경강, 정밀 가공 부품, 박판 등의 시험에 사용한다.

## 같이 보기
- 로크웰 경도
- 초경재료
- 국제 표준화 기구